# Henry Ragas
Henry W. Ragas (* 1. Januar 1898 in New Orleans; † 18. Februar 1919 in New York City) war ein US-amerikanischer Jazz-Pianist und Komponist.

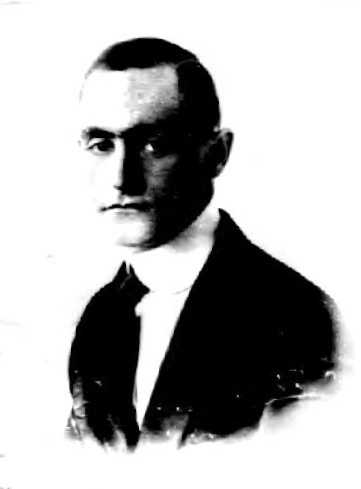
Henry Ragas

Er begleitete die Original Dixieland Jass Band (ODJB) auf ihren ersten Aufnahmen und ist damit der erste Jazzpianist, von dem Aufnahmen existieren (von Klavierrollen abgesehen). Wegen der damaligen Aufnahmetechnik ist er aber nur schwer zu hören und er begleitete nur. Er ist auf den ersten 21 Aufnahmen der ODJB zu hören, unter anderem Livery Stable Blues, Tiger Rag, Clarinet Marmelade und Bluin The Blues, das er 1917 komponierte, ebenso wie „Lazy Daddy“, „Dixieland Jass Band One-Step“, „Clarinet Marmalade“ (Mit-Komponist mit Larry Shields) und „Reisenweber Rag“.
Ragas spielte nach dem Gehör, spielte 1910 bis 1913 Solo und kam 1916 mit Johnny Stein nach Chicago und spielte ab 1916 in der ODJB. 1919 starb er an der Spanischen Grippe. Pianist bei der ODJB wurde dann J. Russel Robinson.